# Vanil des Artses
Pour les articles homonymes, voir Vanil.
Le Vanil des Artses est une montagne des Préalpes fribourgeoises, culminant à 1 991 mètres d'altitude. Il est situé dans le canton de Fribourg, en Suisse.

## Situation

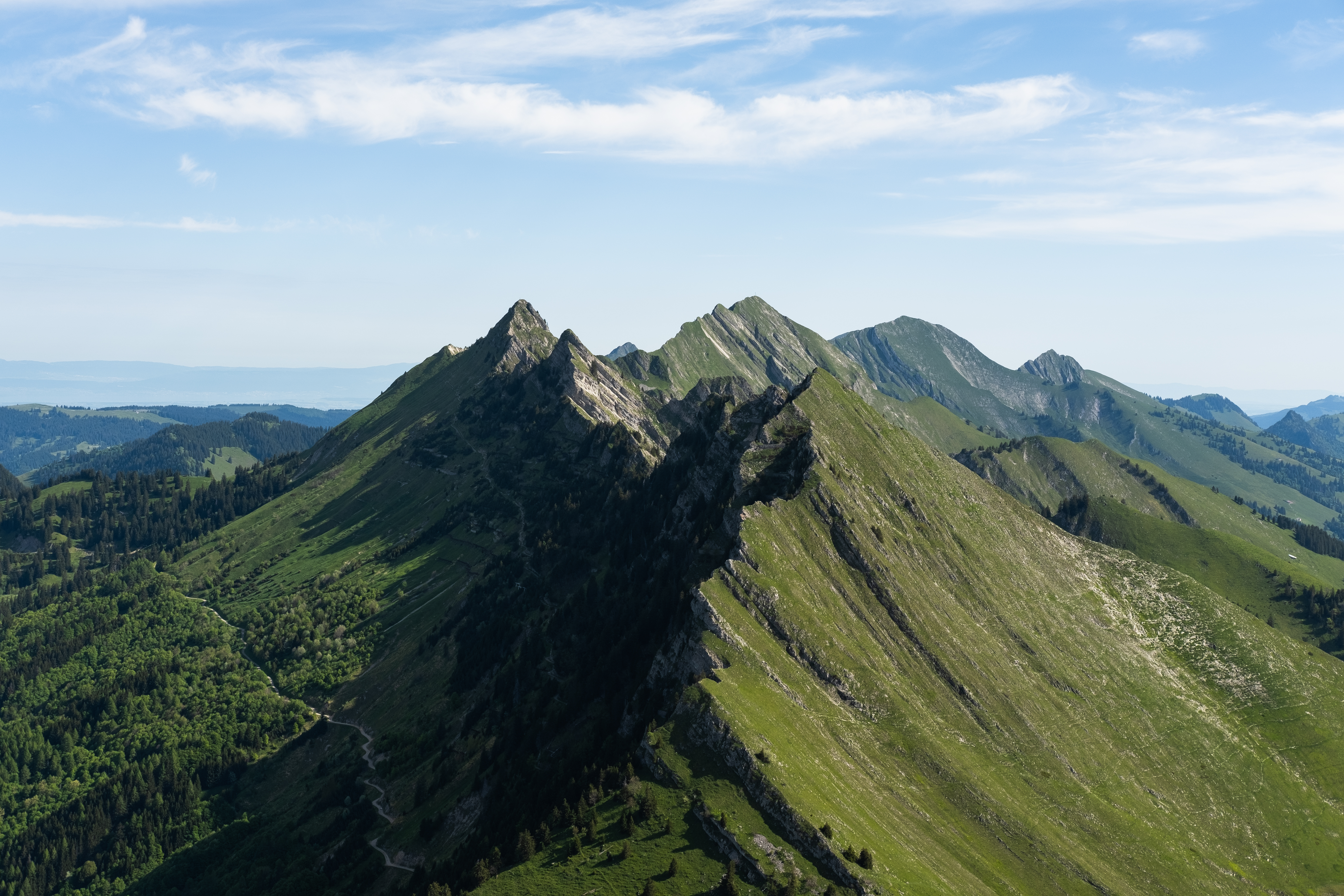
La crête entre la Cape au Moine et la dent de Lys vue depuis la dent de Jaman.

Le Vanil des Artses se trouve en aval de la vallée de l'Hongrin à l'ouest de Montbovon, peu avant que l'Hongrin ne rejoigne la Sarine. Il est situé sur une ligne de crêtes axée nord-sud entre la dent de Lys et la Cape au Moine. À l'ouest, le sommet domine les premières montagnes des préalpes suisses à l'est du Léman comme les Pléiades ou le Molard.

## Hydrographie
Sur le versant oriental du Vanil des Artses, des ruisseaux alimentent l'Hongrin, affluent de la Sarine (bassin du Rhin). Sur le versant occidental, la Veveyse de Fégire prend sa source pour ensuite rejoindre la Veveyse de Châtel et ne former qu'un seul torrent qui se jette dans le Léman à Vevey. Ce sommet est donc situé sur la ligne de partage des eaux entre la mer Méditerranée et la mer du Nord.

## Spéléologie
Le 23 août 2013, une équipe de spéléologues de l'association des Folliu-Bornés a réalisé l'ascension souterraine du Vanil des Artses. En entrant par la grotte du Dragon, il leur a été possible de ressortir, après 230 mètres de dénivellation positive, à 25 mètres du sommet par une cavité encore inconnue, le gouffre de l'Eau de Là. Cette ascension d'une montagne « par l'intérieur » est réalisée 75 ans après la conquête du dernier versant inviolé des Alpes, la face nord de l'Eiger,.
En 2017, un captage d'eau artisanal est réalisé dans la cavité, par les mêmes spéléologues, afin d'alimenter un pâturage situé en contrebas.

## Sources et références

### Sources cartographiques
- Carte topographique suisse
- Carte tectonique suisse